# Cornelio Zelaya
Cornelio Zelaya (Buenos Aires, 1782 - 1 de diciembre de 1855) fue un militar argentino. Una de las figuras más brillantes del Ejército del alto Perú. Comenzó sus servicios en las invasiones inglesas en 1806-1807, formó parte del ejército auxiliador a las Provincias en 1810, asistió a Ayohuma, Sipe-Sipe y Suipacha, como a muchos otros combates. Murió el 1⁰ de diciembre de 1855.

## Sus inicios
Era un productor ganadero que, al producirse las invasiones inglesas de 1806 y 1807 al Virreinato del Río de la Plata, se unió al regimiento de caballería reunido por Juan Martín de Pueyrredón, participando en la Reconquista y Defensa de la ciudad.
En 1810 apoyó la Revolución de Mayo que depuso al Virrey del Río de la Plata Baltasar Hidalgo de Cisneros y fue puesto al mando de un batallón de caballería.

## Las tres campañas del Ejército del Norte
Luego de la Revolución de Mayo, se incorporó como jefe de un regimiento de caballería del Ejército del Norte, en la primera expedición auxiliadora al Alto Perú contra los realistas interviniendo en la batalla de Suipacha, el 7 de noviembre de 1810, que fue la primera victoria de las armas revolucionarias argentinas y en la Huaqui, el 20 de junio de 1811, donde los patriotas fueron derrotados por los ejércitos españoles.
Durante la segunda expedición auxiliadora al Alto Perú  apoyó al general Manuel Belgrano cubriendo la retirada del ejército desde Jujuy. Participó en la batalla de Tucumán, el 24 y 25 de septiembre de 1812, que resultó ser la victoria revolucionaria más importante de la guerra de independencia argentina, y dirigió una breve campaña a Salta, ciudad que alcanzó a tomar brevemente antes de que fuera ocupada por los realistas.
El 9 de octubre de 1812, encabezó una unidad de ochenta hombres en un audaz intento de recuperar la ciudad de San Salvador de Jujuy, aunque superado por las fuerzas realistas debió replegarse.
Luchó en la batalla de Salta, el 20 de febrero de 1813, como jefe de toda la caballería argentina, y por este nuevo triunfo patriota fue ascendido al grado de coronel.
Fue enviado a reunir y organizar tropas en Cochabamba. No participó en la batalla de Vilcapugio, el 1 de octubre de 1813, donde las tropas realistas derrotaron a los revolucionarios, y la noticia que recogió el general español Joaquín de la Pezuela sobre el reclutamiento que se le había encargado aceleró su decisión de atacar. El Ejército del Norte fue vencido en Ayohuma, el 14 de noviembre de ese mismo año, y nuevamente Zelaya protegió la retirada.
Participó también de la Tercera expedición auxiliadora al Alto Perú dirigida por José Rondeau, donde sus hombres eran la mejor caballería que tenían los revolucionarios. Pero fueron muy mal utilizados en la batalla de Sipe-Sipe, nueva derrota de las fuerzas argentinas, el 29 de noviembre de 1815 en que perdió más de la mitad de sus soldados. A pesar de las pérdidas sufridas, fue el cuerpo más destacado en la batalla, el que mantuvo mejor la disciplina y el último en retirarse.

## Las guerras civiles
Permaneció en el Ejército del Norte e hizo las campañas del Directorio de las Provincias Unidas contra Santa Fe de 1818 y 1819. En enero de 1820, el Ejército se sublevó en el llamado Motín de Arequito, por el que Zelaya fue arrestado y trasladado a Córdoba.

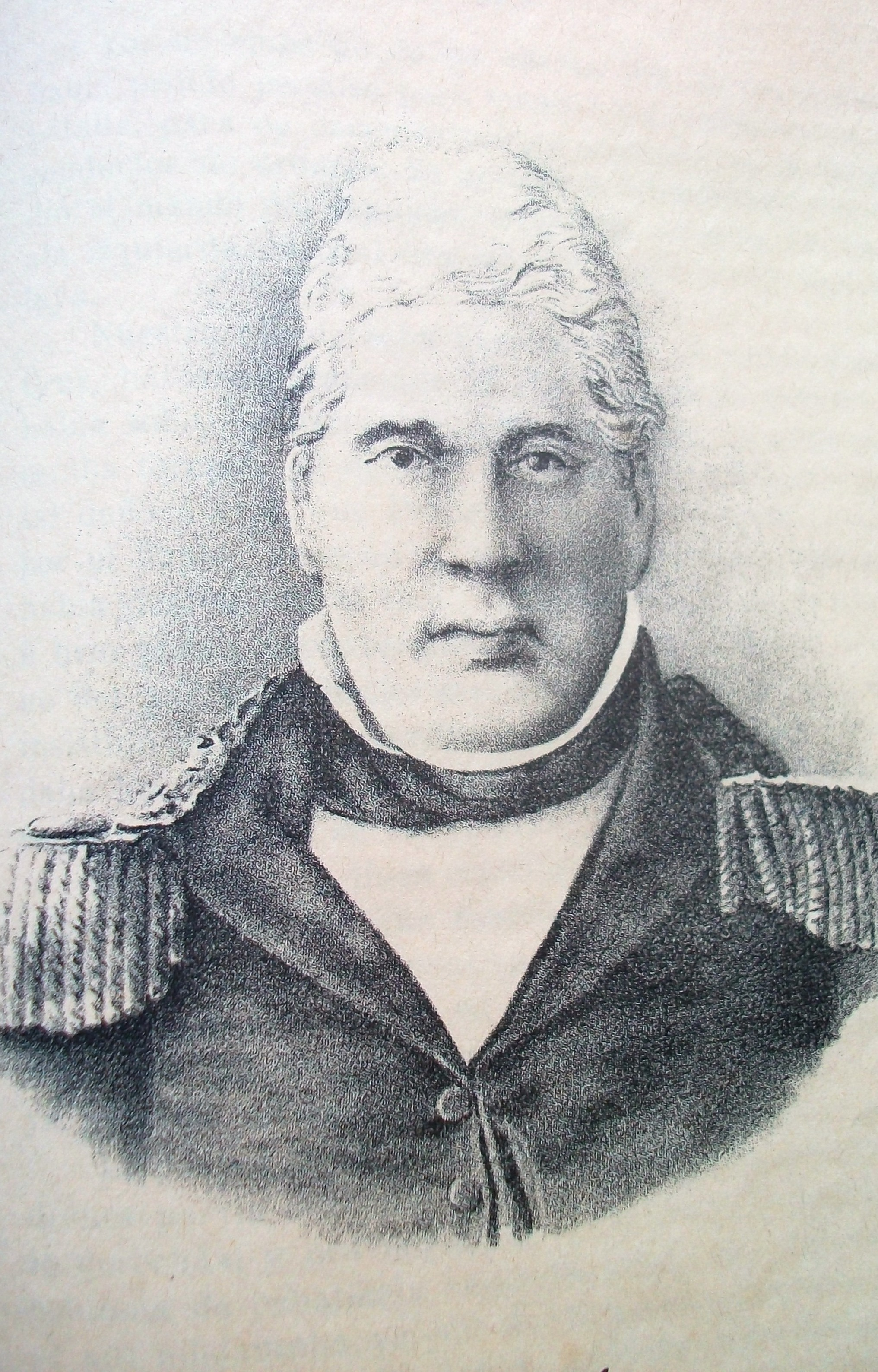
Cornelio Zelaya

Fue enviado a Tucumán donde se puso al frente de la caballería de la provincia en la guerra civil contra Martín Miguel de Güemes. El gobernador Bernabé Aráoz lo reemplazó en ese mando, por haber pretendido deponerlo. De allí marchó a Mendoza, donde peleó a órdenes de Francisco Fernández de la Cruz contra la montonera de José Miguel Carrera.
Regresó a principios de 1822 a la Provincia de Buenos Aires donde prestó servicios en las luchas contra los indígenas.
En 1826 fue elegido diputado por Buenos Aires al Congreso Constituyente, en el que votó a favor de la constitución de 1826, que establecía la forma de estado unitario.
En 1828 apoyó la revolución de Juan Lavalle, que terminó con el fusilamiento de gobernador de Buenos Aires Manuel Dorrego. Tras la caída del jefe unitario se exilió en Corrientes. Allí se dedicó a la ganadería, y no participó en la guerra civil que azotó esa provincia desde 1838 hasta 1847. Ese último año se refugió en Montevideo.
Regresó a Buenos Aires después de la batalla de Caseros y el general Justo José de Urquiza lo nombró jefe de la Fortaleza de Buenos Aires. Desde ese puesto apoyó la revolución del 11 de septiembre de 1852 contra el propio Urquiza, y ejerció el mismo cargo hasta su fallecimiento en 1855.

## Homenajes
La localidad de Zelaya, junto con la estación ferroviaria ubicada en el mismo pueblo, en el Partido del Pilar, provincia de Buenos Aires, lleva su nombre en reconocimiento a la actuación de este militar. En Buenos Aires lleva su nombre una calle de la zona del Abasto.

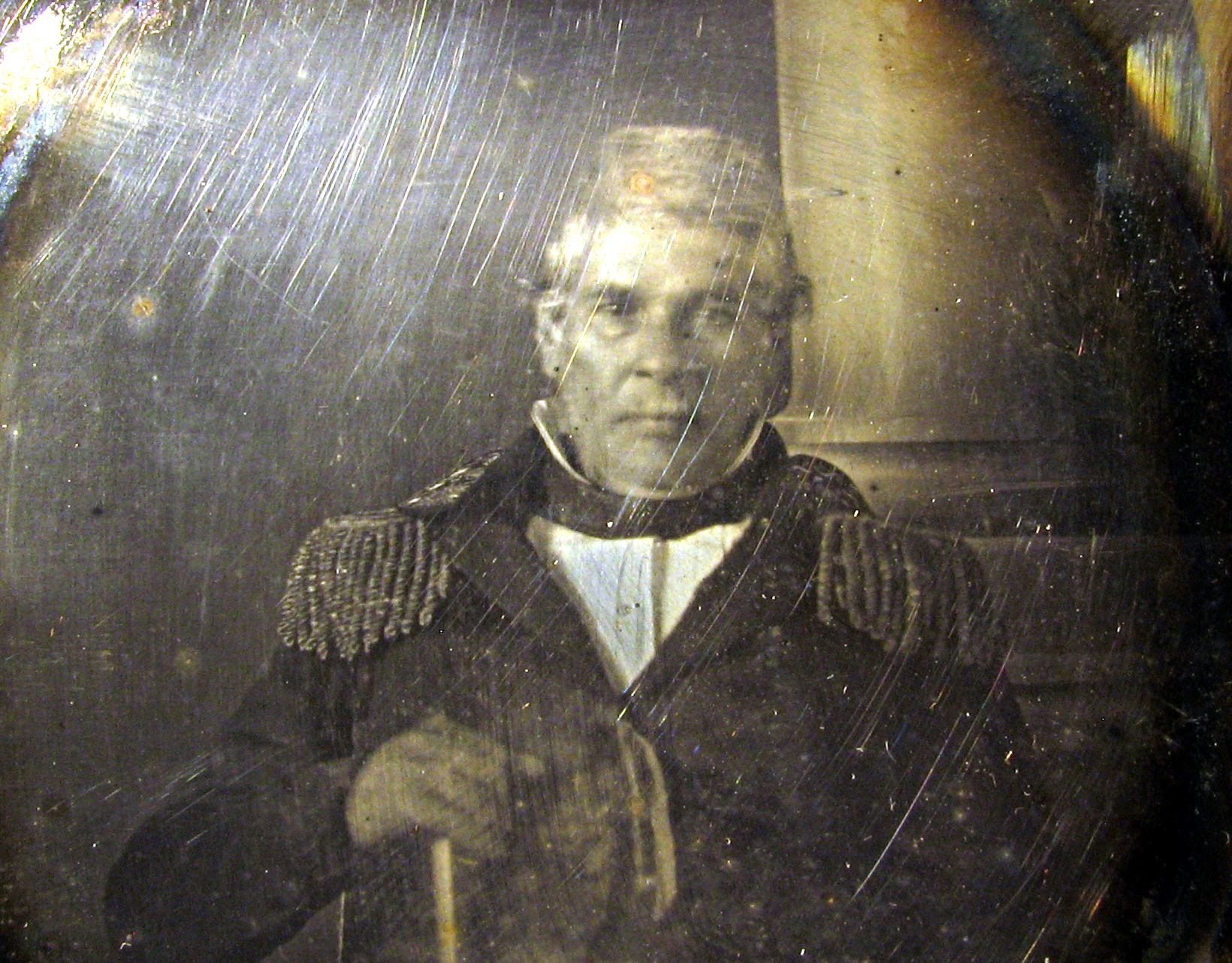
Daguerrotipo del Coronel Cornelio Zelaya.(circa 1850)

En el Monumento 20 de Febrero, conmemorativo de la Batalla de Salta, ubicado en la ciudad homónima, el teniente Coronel Zelaya está representado por una de las cuatro estatuas, que acompañada con su nombre bordeado por una corona de laureles y un águila, confeccionados en bronce, comparte los honores junto a los otros tres principales héroes de la batalla: el General Belgrano, el Mayor General Díaz Vélez y el Comandante Dorrego.
La Punta Coronel Zelaya de la isla San Pedro (Georgias del Sur) homenajea su memoria.